# Richard Crashaw
Richard Crashaw, angleški pesnik, anglikanski klerik in katoliški spreobrnjenec, * 1613, London, Anglija, † 21. avgust 1649, Loreto, Italija. 
Velja za enega izmed glavnih predstavnikov angleške metafizične poezije 17. stoletja.

## Življenje
Richard Crashaw je bil rojen v premožni puritanski družini v Londonu. Rodil se je okrog leta 1612 ali 1613, točen datum ni znan. Njegov oče je bil duhovnik iz Cambridga. Od leta 1629 do 1631 je Crashaw obiskoval šolo Charterhouse v Londonu, nato pa je nadaljeval s študijem teologije na Univerzi v Cambridgu in leta 1634 na Kolidžu Peterhouse. Istega leta je tudi objavil zbirko latinskih epigramov z duhovnimi temami. Pembroke Hall (danes znan kot Pembroke College) je leta 1634 podelil Crashawu dodiplomsko študijsko izobrazbo iz kulturologije (angleško “Bachelor of Arts”), leta 1638 pa je bil povišan v magistra umetnosti. Leta 1639 je bil imenovan za pastorja in začel navezovati stike z anglikansko skupnostjo “Little Gidding”. V tem času je pisal predvsem o lepoti in dostojanstvu verskih obredov. Kasneje pa se je spreobrnil in se pridružil katoliški cerkvi, kar pa je povzročilo, da je bil leta 1644 izključen s svojega mesta in bil izgnan. V revščini in slabem zdravstvenem stanju se je leta 1645 znašel v Parizu, leta 1647 pa je dobil službo pri italijanskemu kardinalu Giovanniju Palotti. Po dolgem bivanju v Rimu je Crashaw leta 1649 postal svetovalec škofa v sveti hiši v Loretu. Tam je avgusta leta 1649 zaradi vročine umrl. Obstajali so celo sumi, da je bil zastrupljen.

## Delo
Delo metafizičnih pesnikov je mešanica čustev in intelektualne iznajdljivosti, za katero je značilna domišljavost ali "duhovitost". Metafizična poezija se manj ukvarja z izražanjem občutkov kot z njeno analizo, pri čemer pesnik raziskuje globine svoje zavesti. Uporaba literarnih pripomočkov, kot so poševnost, ironija ter paradoks pogosto krepi dramatično neposrednost jezika in ritmov, ki izhajajo iz živega govora. Vse to velja tudi za Crashawovo poezijo o življenjskih in religioznih vsebinah, zaradi česar velja za enega izmed glavnih predstavnikov metafizične poezije.
V času njegovega življenja so izšle tri zbirke Crashawove poezije in en majhen zvezek, objavljen tri leta po njegovi smrti. V posmrtni zbirki Carmen Del Nostro je bilo vključenih 33 pesmi. V Crashowovi prvi zbirki z naslovom Epigrammatum Sacrorum Liber (prevedeno A Book of Sacred Epigrams), katere naslov namiguje na knjigo Georga Herberta The Temple, se kaže njegov značilen baročni slog. Zbirka je izšla leta 1634, v njej pa gre za zbirko epigramov, za katere so značilne virtuozne verige metafor in kombinacija erotičnega in sakralnega. Kljub njegovi naklonjenosti Herbertovi poeziji se Crashaw od svojega vzornika še vedno precej razlikuje po svoji religiozni in estetski občutljivosti, četudi v svojih baročno-katoliških idejah vztraja pri utelešenju ali celo preoblikovanju predstavitve verske izkušnje. Crashaw je tako izrazil svojo krščansko ljubezen do vseh ljudi, tudi do svojega očeta in večine angleških protestantov. Ženske, predvsem Devico Marijo, Terezo Avilsko in Marijo Magdaleno prikazuje kot utelešenje vrline, čistosti in odrešenja. V resnici Crashawove tri pesmi v čast mistične svete Tereze Avilske - A Hymn to Sainte Teresa, An Apologie for the fore-going Hymne in The Flaming Heart - veljajo za njegova najbolj vzvišena dela.
Crashawova poezija, čeprav pogosto uvrščena v skupino sodobnih angleških metafizičnih pesnikov, kaže podobnosti z baročnimi pesniki in je deloma vplivala na dela italijanskih in španskih mistikov. Potegne vzporednice "med fizičnimi lepotami narave in duhovnim pomenom obstoja". Njegovo delo naj bi bilo zaznamovano s poudarkom na "ljubezni z manjšimi milostmi življenja in temeljitimi resnicami religije, medtem ko se zdi, da je za vedno zaskrbljen s skrivno arhitekturo stvari".

### Nabor del
- 1634: Epigrammatum Sacrorum Liber (prevod "A Book of Sacred Epigrams")
- 1646: Steps to the Temple. Sacred Poems, With other Delights of the Muses
- 1648: Steps to the Temple, Sacred Poems. With The Delights of the Muses (druga, razširjena izdaja)
- 1652: Carmen Deo Nostro (prevod Hymns to Our Lord, objavljeno posmrtno)
- 1653: A Letter from Mr. Crashaw to the Countess of Denbigh Against Irresolution and Delay in matters of Religion
- 1670: Richardi Crashawi Poemata et Epigrammata (prevod Poems and Epigrams of Richard Crashaw)

### Moderne izdaje
The Complete Works of Richard Crashaw, edited by Alexander B. Grosart, two volumes (London: printed for private circulation by Robson and Sons, 1872 & 1873). The Poems, English, Latin, and Greek, of Richard Crashaw edited by L. C. Martin (Oxford: Clarendon Press, 1927); second edition, revised, 1957.